# سروشیار
جمشید مظاهری سیچانی (۱۶ خرداد ۱۳۲۱ - ۱۹ بهمن ۱۳۹۶) متخلص به سروشیار، عضو هیئت علمی گروه زبان و ادبیات فارسی دانشگاه اصفهان، اصفهان‌شناس، مورخ و نسخه‌شناس بود.

## زندگی
در سال ۱۳۲۱ در اصفهان به دنیا آمد. او که از سال ۱۳۵۳ در دانشگاه اصفهان تدریس می‌کرد در سال ۱۳۷۹ با پذیرش کتابش تاریخ اصفهان به‌عنوان رساله دکتری، به مرتبه استادیاری ارتقا یافت و در سال ۱۳۸۶ بازنشسته شد. 
او روز پنج‌شنبه ۱۹ بهمن ۱۳۹۶ بر اثر بیماری قلب و کلیه در بیمارستان دکتر چمران اصفهان درگذشت. پیکرش با حضور علاقه‌مندان، شاگردانش و شماری از هنرمندان و اهالی فرهنگ و ادب اصفهان از منزل پدری به‌سوی آرامستان باغ رضوان تشییع و در قطعه نام‌آوران به خاک سپرده شد.

## آثار

### کتاب‌ها
۱. ادوات شعر و مقدمات شاعری (گزیده المعجم شمس قیس رازی) (۱۳۴۸). به کوشش جمشید مظاهری و محمد فشارکی. اصفهان.

۲. تاریخ اصفهان (بخش نخست) (۱۳۵۸) تألیف میرزا حسن خان جابری انصاری. اصفهان: مشعل.

۳. رساله رباعی (۱۳۵۸). تألیف مفتی سعدالله مرادآبادی. اصفهان: چاپخانه عرفان.

۴. شرح مشکلات دیوان ناصرخسرو (نقد حاضر در تصحیح دیوان ناصر) (۱۳۶۳). تألیف ادیب پیشاوری. به اهتمام جمشید سروشیار. اصفهان: سهروردی.

۵. معیار الاشعار در علم عروض و قوافی (۱۳۶۳). نوشته خواجه نصیرالدین طوسی (چاپ از روی نسخه عکسی). به اهتمام جمشید مظاهری و محمد فشارکی. اصفهان: سهروردی.

۶. تاریخ اصفهان (۱۳۷۸). تألیف میرزا حسن خان جابری انصاری. اصفهان: مشعل؛ شرکت بهی.

۷. گزیده رباعیات کمال اسماعیل (۱۳۸۹). به خط استاد نصرالله معین الکتاب. اصفهان: سازمان فرهنگی-تفریحی شهرداری اصفهان.

### مقالات
۱. «بوستان سعدی (تصحیح محمد استعلامی)». راهنمای کتاب، ۱۳۴۷، ش. ۱۱، صص. ۵۲۴–۵۲۱.

۲. «نامه‌ای از شیخ علی حزین لاهیجی». یغما. ۱۳۴۸، ش. ۲۵۱، صص. ۲۶۸–۲۶۵.

۳. «دیوان ادیب صابر ترمذی». راهنمای کتاب. ۱۳۴۸، ش. ۱۰–۹، صص. ۵۶۱–۵۴۹.

۴. «مثنوی جمشید و خورشید سلمان ساوجی (آسموسن و وهمن)». راهنمای کتاب، ۱۳۴۹، ش. ۷–۵، صص. ۴۲۴–۴۱۷.

۵. «جمشید و خورشید سلمان». راهنمای کتاب، ۱۳۵۰، ش. ۸–۷، صص. ۶۱۸–۶۱۶.

۶. «خشری (: هشری؟)». راهنمای کتاب، ۱۳۵۱، ش. ۱۵، صص. ۱۰۷–۱۰۶.

۷. «ده، دهی، دهید، دهاد، دهاده». یغما. ۱۳۵۲، ش. ۳۰۴، صص. ۵۸۸–۵۸۶.

۸. «در باب قطعه بونصر شادی». راهنمای کتاب، ۱۳۵۲، ش. ۱۶، ص. ۳۲۱.

۹. «خیام و غزالی». یغما، ۱۳۵۳، ش. ۳۰۹، صص. ۱۵۳–۱۵۲.

۱۰. «آفریجگان- کژین». یغما، ۱۳۵۳، ش. ۳۱۸، صص. ۷۰۴–۷۰۳.

۱۱. «حوسیان، حوسار». دانشکده ادبیات و علوم انسانی دانشگاه اصفهان، ۱۳۵۳، د. ۱، ش. ۲۵، صص. ۱۷–۱۰.

۱۲. «تاریخ الدول الاسلامیه و معجم الاسر الحاکمه (للدکتور احمد السعید سلیمان)». راهنمای کتاب، ۱۳۵۴، ش. ۱۷، صص. ۵۹۲–۵۹۰.

۱۳. «قطعه‌ای نه از رودکی در دیوان رودکی». یغما، ۱۳۵۴، ش. ۳۲۶، ص. ۴۸۴.

۱۴. «حاشیه‌ای بر یک کتاب (آثار ملی اصفهان تألیف ابوالقاسم رفیعی مهرآبادی)». نگین، ۱۳۵۴، ش. ۱۲۷، صص. ۴–۳۴.

۱۵. «پیشاهنگان شعر فارسی (به کوشش محمد دبیرسیاقی)». راهنمای کتاب، ۱۳۵۴، ش. ۱۸، صص. ۸۸۱–۸۶۷.

۱۶. «اعیاد الفرس». یغما، ۱۳۵۴، ش. ۳۲۴، صص. ۳۷۳–۳۷۰.

۱۷. «ملاحظاتی در باب زندگی و آثار ابوالعلاء». دانشکده ادبیات و علوم انسانی دانشگاه اصفهان. با همکاری عباس اقبال. ۱۳۵۵، د. ۱، ش. ۱۴ و ۱۳، صص. ۱۸۰–۱۷۰.

۱۸. «شرح ابیات کلیله». راهنمای کتاب، ۱۳۵۵، ش. ۱۹، صص. ۸۷–۷۷.

۱۹. «پارسی، فارسی». آینده، ۱۳۵۹، د. ۶، صص. ۶۷۵–۶۷۱.

۲۰. «نی نامه (الرساله النائیه)». دانشکده ادبیات و علوم انسانی دانشگاه اصفهان، ۱۳۶۱، د. ۲، ش. ۱، صص. ۱۱۴–۹۹.

۲۱. «مریم دسیه». آینده، ۱۳۶۱، ش. ۸، صص. ۶۰۸–۶۰۷.

۲۲. «گزیده اشعار ناصرخسرو». نشر دانش، ۱۳۶۳، ش. ۲۵، صص. ۴۳–۴۰.

۲۳. «تاب طره فلانی». حافظ‌شناسی. فراهم‌آورنده: سعید نیاز کرمانی. تهران: گنج کتاب؛ پاژنگ. ۱۳۶۴، ج. ۷، صص. ۱۳۹–۱۳۴.

۲۴. «خوبان پارسی‌گو… این پارسی بخوانند». حافظ‌شناسی. فراهم‌آورنده: سعید نیاز کرمانی. تهران: گنج کتاب؛ پاژنگ. ۱۳۶۴، ج. ۱۰، صص. ۱۸۱–۱۷۷.

۲۵. «تصحیح نقد کم‌عیار معیار الاشعار». نشر دانش، ۱۳۶۴، ش. ۵، صص. ۳۱۳–۳۱۲.

۲۶. «نامه‌ای از علامه محمد قزوینی به محتشم‌السلطنه اسفندیاری». آینده، ۱۳۶۵، س. ۱۲، ش. ۱۲–۱۱، صص. ۷۶۷–۷۶۲.

۲۷. «گزیده اشعار رودکی». نشر دانش، ۱۳۶۶، ش. ۳۹، صص. ۳۹–۳۶.

۲۸. «نامه‌ای در باب تخریب و تعمیر آثار باستانی در اصفهان». کیهان فرهنگی، ۱۳۶۷، س. ۵، ش. ۴۹، ص. ۴۵.

۲۹. «گنج شایگان». دانشکده ادبیات و علوم انسانی دانشگاه اصفهان، ۱۳۷۰، د. ۲، ش. ۳، صص. ۲۰۶–۱۲۷.

۳۰. «سُمّ خر عیسی، نعل اسب سیدالشهدا». رشد آموزش زبان و ادب فارسی، ۱۳۷۲، ش. ۳۲، صص. ۱۶–۱۴.

۳۱. «گزارد حق حافظ خلخالی». نشر دانش، ۱۳۷۴، ش. ۸۷، صص. ۵۰–۴۲.

۳۲. «در باب حقیقت‌ستیزی مؤدبانه خرمشاهی». نشر دانش، ۱۳۷۴، ش. ۸۹، صص. ۸۳–۷۹.

۳۳. «سخنانی نویافته دربارهٔ شاهنامه فردوسی». هستی، ۱۳۷۴، ش. ۲، صص. ۱۲۵–۱۱۸.

۳۴. «حاج میرزا حسن خان جابری انصاری. مؤلف تاریخ اصفهان». وقف میراث جاویدان، ۱۳۷۶، ش. ۲۹–۲۰، صص. ۱۸۷–۱۸۲.

۳۵. «یکی از قاعده‌های قدیم علم قافیه که متأخران از یاد برده‌اند». گلچرخ، ۱۳۷۶، ش. ۱۷، صص. ۱۸–۱۷.

۳۶. «بسوخت دیده ز حیرت». نشر دانش، ۱۳۷۸، س. ۱۶، ش. ۴، صص. ۷۱–۵۵.

۳۷. «نقد و بررسی فرهنگ فارسی مدرسه سپهسالار». نشر دانش، ۱۳۸۲، س. ۲۰، ش. ۳، صص. ۵۹–۵۱.

۳۸. «توضیح دربارهٔ برخی از لغات در دیوان ناصرخسرو». نامه انجمن، ۱۳۸۳، ش. ۲، صص. ۲۳–۴.

۳۹. «رساله‌ای در تحقیق رباعی». فرهنگ، ۱۳۸۴، ش. ۵۴ و ۵۳، صص. ۱۴۴–۱۲۹.

۴۰. «دربارهٔ بیت ایران‌ستیزانه». جهان کتاب، ۱۳۸۷، ش. ۲۳۸ و ۲۳۷، صص. ۶۰–۵۶.

۴۱. «صلاح‌الدین صفدی و نقد شاهنامه فردوسی». دریچه، ۱۳۸۹، س. ۷، ش. ۲۴ و ۲۳، صص. ۴۳–۳۹.

۴۲. «شاه‌عباس ثانی، خوش‌نویس، نقاش، شاعر، هنرشناس». دریچه، ۱۳۹۴، س. ۱۱، ش. ۳۷، صص. ۵۱–۴۵.

۴۳. «سلطان‌بخت: شاهبانوی فرخنده‌فال». دریچه، ۱۳۹۴، س. ۱۱، ش. ۳۸، صص. ۵۴–۴۳.

۴۴. «عجم زنده کردم بدین پارسی». دریچه، ۱۳۹۴، س. ۱۱، ش. ۳۹، صص. ۷۹–۷۴.

۴۵. «باباطاهر عریان بنّای قابلی هم بود!». جهان کتاب، ۱۳۹۵، ش. ۳۳۱، صص. ۱۳–۷.

۴۶. «اصفهان در زوال دولت صفوی». دریچه، ۱۳۹۶، س. ۱۲، ش. ۴۳، صص. ۲۰–۱۱.

۴۷. «حاکم اصفهان در روزگار کریم‌خان زند». دریچه، ۱۳۹۶، س. ۱۲، ش. ۴۴، صص. ۴۲–۳۵.

۴۸. «خطاگرفتن بر نظم سعدی افصح‌المتکلمین». سرو رشید (یادنامه غلامرضا رشید یاسمی). به کوشش ابراهیم رحیمی زنگنه و سهیل یاری. کرمانشاه: دیباچه. ۱۳۹۶.

### مدخلهای دانشنامه
۱. «بدایع‌نگار آقا محمدابراهیم نواب تهرانی». دانشنامه جهان اسلام.
۲. «میرزا حسن خان جابری انصاری». دانشنامه تخت فولاد.

۳. «ملاحسن نائینی». دانشنامه تخت فولاد.

در سال ۱۳۵۸، اولین تصحیح استاد جمشید مظاهری از کتاب «تاریخ اصفهان» جابری انصاری انتشار یافت. این چاپ تعلیقات کمی داشت و استاد بیست سال دیگر تحقیق کرد تا در سال ۱۳۷۸، این کتاب را بار دیگر با تعلیقات عمیق و ارزشمندی به چاپ رسانید. این چاپ حدود ۶۰۰ صفحه است. باید گفت تعلیقات استاد، گران‌قدرتر از متن کتاب است. وی با مراجعه به صدها کتاب مختلف، این حواشی ارزشمند را نوشت و در واقع، کتاب را احیا کرد. استاد مظاهری در مقدمه کتاب مذکور چنین آورده‌است: «آنان که به «تاریخ اصفهان و ری و همه جهان» درنگریسته‌اند می‌دانند که آن مجموع نفیس، کتابی چندان بسامان نیست. نه مطالب نظم و نسقی استوار دارد و نه اسلوب انشای مؤلف طرزی تندرست و بهنجار است. بگذریم از اینکه صحت بعض منقولات وی در محل تأمل است. باری، نویسنده این سطور را که دیری است تا بر مطالعه آثار انصاری مواظبت دارد، دریغ آمد این گنج شایگان که خاک انبار تشویش و تعقید است، همچنان از نظر پژوهندگان پنهان ماند؛ پس فایده‌جویی را صلاح آن دید که در مطالب جای‌جای ترتیبی و نظمی تازه دهد تا بعض حرف‌ها که رشته سخن را می‌گسلد به فراویز کتاب یا جای فراخور خویش نقل گردد؛ نیز آنچه را خطا و ناتمام می‌دانست سعی نمود تا با استعانت از کتب دیگر به اصلاح گراید و تمام شود» 

1. ↑  «اساتید بازنشسته فعال گروه زبان و ادبیات فارسی». دانشکده ادبیات و علوم انسانی دانشگاه اصفهان. 6 اسفند 1391. بایگانی‌شده از اصلی در ۱۹ اكتبر ۲۰۱۸. دریافت‌شده در ۱۹ ژوئیه ۲۰۲۲. تاریخ وارد شده در |archive-date= را بررسی کنید (کمک)
2. ↑  «دکتر جمشید مظاهری، استاد برجسته دانشگاه اصفهان درگذشت». ui2.ui.ac.ir. دریافت‌شده در ۲۰۲۰-۰۱-۰۶.[پیوند مرده]
3. ↑  «جمشید مظاهری به عضویت در شورای نسخ خطی دانشگاه اصفهان منصوب شد». ui2.ui.ac.ir. دریافت‌شده در ۲۰۲۰-۰۱-۰۷.[پیوند مرده]
4. 1 2 3 4 5 6 7 8 9 10 11 12 13 14 15 16 17 18 19  (زهرا آقابابایی، کارنامه ماندگار. دریچه. ۱۳۹۶. شماره ۴۶: صفحات ۲۷۶–۲۷۵)
5. ↑  «دکتر جمشید مظاهری، استاد برجسته دانشگاه اصفهان درگذشت». ui2.ui.ac.ir. دریافت‌شده در ۲۰۲۰-۰۱-۰۷.[پیوند مرده]
6. ↑  شمس قیس رازی (۱۳۴۸). «ادوات شعر و مقدمات شاعری (گزیده المعجم شمس قیس رازی)».[پیوند مرده]
7. 1 2  «تاریخ اصفهان». opac.nlai.ir. دریافت‌شده در ۲۰۲۰-۰۱-۰۷.[پیوند مرده]
8. ↑  «رساله رباعی». opac.nlai.ir. دریافت‌شده در ۲۰۲۰-۰۱-۰۷.[پیوند مرده]
9. ↑  «شرح مشکلات دیوان ناصرخسرو (نقد حاضر در تصحیح دیوان ناصر)». opac.nlai.ir. دریافت‌شده در ۲۰۲۰-۰۱-۰۷.[پیوند مرده]
10. ↑  خواجه نصیرالدین طوسی (۱۳۶۳). «معیار الاشعار در علم عروض و قوافی».[پیوند مرده]
11. ↑  «تاریخ اصفهان». opac.nlai.ir. بایگانی‌شده از اصلی در ۱۰ ژوئیه ۲۰۲۰. دریافت‌شده در ۲۰۲۰-۰۱-۰۷.
12. ↑  «گزیده رباعیات کمال اسماعیل». opac.nlai.ir. دریافت‌شده در ۲۰۲۰-۰۱-۰۷.[پیوند مرده]
13. ↑  سروشیار, جمشید (۱۳۴۸). "نامه ای از شیخ علی حزین لاهیجی". یغما. ۲۵۱ (۲۲): ۲۶۵–۲۶۸.
14. ↑  جمشید, سروشیار (۱۳۴۸). "نقد دیوان ادیب صابر ترمذی چاپ استاد ناصح". راهنمای کتاب. ۱۰–۹ (12): ۵۶۱–۵۴۹.
15. ↑  جمشید مظاهری سروشیار (۱۳۴۹). «مثنوی جمشید و خورشید سلمان ساوجی (آسموسن و وهمن)». راهنمای کتاب. صص. ۴۲۴–۴۱۷.
16. ↑  سروشیار, جمشید (۱۳۵۲). "ده، دهی، دهید، دهاد، دهاده". یغما. ۳۰۴ (۲۶): ۵۸۶–۵۸۸.
17. ↑  سروشیار, جمشید (۱۳۵۳). "خیام و غزالی". یغما. ۳۰۹ (۲۷): ۱۵۲–۱۵۳.
18. ↑  سروشیار, جمشید (1353). "آفریجگان - کژین". یغما. ۳۱۸ (۲۷): ۷۰۳–۷۰۴.
19. ↑  مینوی; سروشیار, جمشید (۱۳۵۳). "حوسیان، حوسار (1)". دانشکده ادبیات و علوم انسانی (دانشگاه اصفهان). -۱۰ (۹): ۱۷–۲۵.
20. ↑  سروشیار, جمشید (۱۳۵۴). "قطعه ای نه از رودکی در دیوان رودکی". یغما. ۳۲۶ (۲۸): ۴۸۴–۴۸۴.
21. ↑  سروشیار, جمشید (۱۳۵۴). "حاشیه ای بر یک کتاب، آثار ملی اصفهان تألیف ابوالقاسم رفیعی مهرآبادی". نگین. ۱۲۷ (۱۱): ۳۴–۴۰.
22. ↑  سروشیار, جمشید (۱۳۵۴). "اعیاد الفرس". یغما. ۳۲۴ (۲۸): ۳۷۰–۳۷۳.
23. ↑  مظاهری (سروشیار), جمشید; اقبال, عباس (۱۳۵۵). "ملاحظاتی در باب زندگی و آثار ابوالعلاء". دانشکده ادبیات و علوم انسانی (دانشگاه اصفهان). -۱۳--۱۴ (۱۱): ۱۷۰–۱۸۰.
24. ↑  «تحقیقات ایرانی: پارسی، فارسی». پرتال جامع علوم انسانی. دریافت‌شده در ۲۰۲۰-۰۱-۰۷.
25. ↑  مظاهری, جمشید (۱۳۶۱). "نی نامه (الرسالة النائیة)". دانشکده ادبیات و علوم انسانی (دانشگاه اصفهان). ۱ (۱): ۹۹–۱۱۴.
26. ↑  سروشیار, جمشید (۱۳۶۳). "گزیده اشعار ناصر خسرو". نشر دانش. ۲۵ (۵): ۴۰–۴۳.
27. ↑  «نامه ای از علامه محمد قزوینی به محتشم السلطنه اسفندیاری». پرتال جامع علوم انسانی. دریافت‌شده در ۲۰۲۰-۰۱-۰۷.
28. ↑  سروشیار, جمشید (۱۳۶۶). "گزیده اشعار رودکی". نشر دانش. ۳۹ (۷): ۳۶–۳۹.
29. ↑  مظاهری, جمشید (۱۳۷۰). "گنج شایگان". دانشکده ادبیات و علوم انسانی (دانشگاه اصفهان). ۳ (۲): ۱۲۷–۲۰۶.
30. ↑  «سم خر عیسی، نعل اسب سید الشهدا». پرتال جامع علوم انسانی. دریافت‌شده در ۲۰۲۰-۰۱-۰۷.
31. ↑  «گزارد حق «حافظ خلخالی»». پرتال جامع علوم انسانی. دریافت‌شده در ۲۰۲۰-۰۱-۰۷.
32. ↑  سروشیار, جمشید (۱۳۷۴). "نامه‌ها: در باب «حقیقت ستیزی مؤدبانه» خرمشاهی". نشر دانش. ۸۹ (۱۵): ۷۹–۸۳.
33. ↑  جمشید مظاهری (۱۳۷۶). «حاج میرزا حسن خان جابری انصاری. مؤلف تاریخ اصفهان».
34. ↑  «یکی از قاعده‌های قدیم علم قافیه که متاخران از یاد برده‌اند». پرتال جامع علوم انسانی. دریافت‌شده در ۲۰۲۰-۰۱-۰۷.
35. ↑  سروشیار, جمشید (1378). "بسوخت دیده ز حیرت". نشر دانش. ۹۴ (۱۶): ۵۵–۷۱.
36. ↑  «نقد و بررسی «فرهنگ فارسی مدرسه سپهسالار»». پرتال جامع علوم انسانی. دریافت‌شده در ۲۰۲۰-۰۱-۰۷.
37. ↑  مظاهری (سروشیار), جمشید (۱۳۸۳). "توضیح دربارهٔ برخی از لغات در دیوان ناصر خسرو". نامه انجمن. ۱۴ (۴): ۲۳–۴۴.
38. ↑  سروشیار, جمشید (1384). "رساله ای در تحقیق رباعی". فرهنگ. ۵۳–۵۴ (۱۸): ۱۲۹–۱۴۴.
39. ↑  «دربارهٔ بیت «ایران ستیزانه». پرتال جامع علوم انسانی. دریافت‌شده در ۲۰۲۰-۰۱-۰۷.
40. ↑  «شاه عباس ثانی، خوشنویس، نقاش، شاعر، هنرشناس». rasekhoon.net. دریافت‌شده در ۲۰۲۰-۰۱-۰۷.
41. ↑  «Magiran | باباطاهر عریان بنای قابلی بود!». www.magiran.com. دریافت‌شده در ۲۰۲۰-۰۱-۰۷.
42. ↑  «کتابخانه تخصصی ادبیات». literaturelib.com. دریافت‌شده در ۲۰۲۰-۰۱-۰۷.
43. ↑  «حاج ميرزا حسن خان جابري انصاري». isfahan.ir. دریافت‌شده در ۲۰۲۰-۰۲-۰۲.[پیوند مرده]